# EB 98A
Die vierachsigen Flachwagen mit Diamond-Drehgestellen nach Musterblatt 98A wurden bei den Belgischen Staatsbahnen (Chemins de fer de l’État belge, abgekürzt EB, auch L’État belge) ab 1905 eingesetzt.

## Geschichte
1905 stellte Baume & Marpent einen neu konstruierten Flachwagen mit zweiachsigen Drehgestellen für den Transport von Schienen auf der Weltausstellung im belgischen Lüttich aus. Die EB kauften den Wagen und bestellten 40 weitere Exemplare. 1912 wurden erneut 50 Stück in Auftrag gegeben, die in kleineren Details Unterschiede aufwiesen und daher in den Inventarlisten der EB mit 98A1 bezeichnet wurden.
Die Bauart war eine Weiterentwicklung des 1900 bei der Compagnie du Nord-Belge in Dienst gestellten Flachwagen Nr. 7000, der damals der erste Wagen mit Diamond-Drehgestellen in Belgien war.
Die 52,36 m² große Ladefläche war beiderseits mit jeweils zwölf Rungen versehen.
1956 existierten noch alle Exemplare. Die letzten Wagen wurden vor 1980 ausrangiert.

## Maßzeichnung

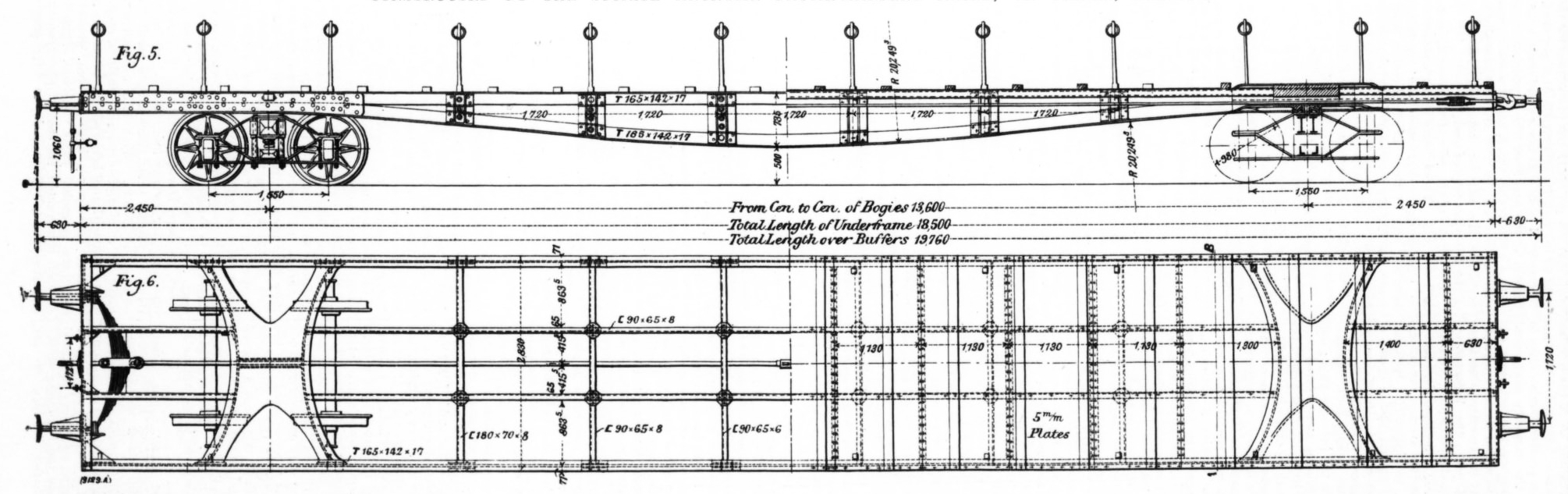